# Individualisierung
Der Begriff der Individualisierung stammt aus der Soziologie und bezeichnet einen mit der Renaissance und der Aufklärung einsetzenden, mit der Industrialisierung und Modernisierung der westlichen Gesellschaften fortschreitenden Prozess eines Übergangs des Individuums von der Fremd- zur Selbstbestimmung. Philosophischer Ausdruck der Individualisierung ist der Individualismus.

## Theorien

### Zwei Phasen

#### Aufklärung und Herausbildung der bürgerlichen Gesellschaft
Der Prozess der Individualisierung wird von manchen Autoren in zwei Phasen unterteilt: Die erste wird gesehen im Individualisierungsprozess, der mit der Herausbildung einer modernen bürgerlichen Gesellschaft zu Zeiten der Industrialisierung beginnt, seine philosophisch-kulturgeschichtliche Grundlage jedoch schon in der Aufklärung entwickelte und nach Peter Dinzelbacher schon seit 1400 einsetzte. Dieser Prozess, bei dem eine erweiterte Arbeitsteilung gleichzeitig mit einer Schwächung sozialer Bande einherging, wird unter anderem von Georg Simmel und Émile Durkheim beschrieben. Er zeigt sich in der Zunahme von ökonomisch und utilitaristisch geprägten Beziehungen einerseits und dem damit einhergehenden Rückzug der Großfamilie und dem Zerfall der dörflichen Gemeinschaften und des Kollektiveigentums (in England schon seit dem späten Mittelalter, was jüngere Geschwister zu Mobilität und Lohnarbeit zwang).
Dem Zerfall traditioneller Bindungen steht eine zunehmende Selbstbestimmung und wachsendes Selbstbewusstsein des Individuums oberer Schichten gegenüber: Das veristische Porträt entsteht bereits um 1400, Autobiographien werden vermehrt geschrieben, eheliche und nicht-eheliche Zweierbeziehungen werden zum Gegenstand der Literatur; später entwickelt sich das Konzept der romantischen Liebe als Reaktion auf die Versachlichungstendenzen der beginnenden Moderne. Auch die Beziehung zu Gott wird im Protestantismus personalisiert.
Allerdings partizipierten Frauen nur bedingt an dem Individualisierungsschub des 18. und 19. Jahrhunderts. Im Gegenteil wurden die Geschlechts-, Eltern- und Kinderrollen immer schärfer ausgeprägt.

#### Pluralismus der Lebensstile
Viele Soziologen beschreiben einen zweiten, den ersten überlagernden und modifizierenden Individualisierungsprozess seit Ende der 1950er Jahre. Nach Anthony Giddens und Ulrich Beck entwickelt sich in der gegenwärtigen postmodernen Gesellschaft eine qualitativ neue Radikalisierung und Universalisierung dieses Prozesses. Alte gesellschaftliche Zuordnungen wie Stand und Klasse würden obsolet, zunehmender Zwang zur reflexiven Lebensführung gehe mit einer Steigerung der Bildung einher, die Pluralisierung von Lebensstilen nehme weiter zu, Identitäts- und Sinnfindung werde zur individuellen Leistung. Dies werde durch eine Veränderung des staatlichen und ökonomischen Rahmens weiter gefördert. Ulrich Beck war auch derjenige, der dieses Schlagwort 1983 für die Beschreibung der heutigen sozialen Lebensbedingungen prägte.
Der Kultursoziologe Andreas Reckwitz erweitert das von Giddens und Beck entwickelte Konzept der Individualisierung zu einer praxeologischen Logik der Singularisierung, welche nach Reckwitz die spätmodernen Gesellschaften seit den 1970er Jahren prägt.

### Konzept der Erlebnisgesellschaft
Neben der Individualisierungsthese beschreibt auch die kultursoziologische Theorie von der Erlebnisgesellschaft von Gerhard Schulze veränderte Lebensgewohnheiten und -ziele der Menschen.

### Norbert Elias
Norbert Elias macht im Rahmen seiner Zivilisierungstheorie (Über den Prozeß der Zivilisation) auch Aussagen zum sich wandelnden Verhältnis von Individuum und Gesellschaft. Grundbegriffe sind dabei
- der soziale Habitus (gleichbedeutend: die soziale Persönlichkeitsstruktur; und: gemeinsame Gefühls-, Denk- und Verhaltensgewohnheiten; oder: Gruppencharakter), also die psychischen Merkmale, die ein Mensch mit anderen Menschen einer sozialen Gruppe gemeinsam hat. Der soziale Habitus bildet den Boden, aus dem die Merkmale entstehen, die einen Menschen von anderen unterscheiden. Ein Beispiel ist die in einer Gesellschaft übliche Schrift bzw. Schreibweise, die ein Kind in der Schule erlernt, und die es zu einer individuellen Handschrift variiert.
- die Wir-Ich-Identität: Wir-Identität bezeichnet die einer Gruppe gemeinsamen Merkmale, das Bild dieser gemeinsamen Merkmale („Wir-Bild“) und die mit dieser Gruppe verbundenen Gefühle (die unterschiedlich stark und durchaus zwiespältig sein können). Ich-Identität bezeichnet analog die individuellen Merkmale, das Bewusstsein bzw. Bild dieser Merkmale und die mit sich selbst verbundenen Gefühle.
- die Wir-Ich-Balance: das Verhältnis von Wir- und Ich-Identität schwankt je nach Gesellschaftsstruktur, die Balance kann viele Nuancen aufweisen zwischen starker Betonung der Wir-Identität (d. h. insbesondere der Gruppenzugehörigkeit) und starker Betonung der Ich-Identität (d. h. der individuellen Einzigartigkeit und Unabhängigkeit).
- die Überlebenseinheit: unsere Spezies lebt (wie viele andere) sozial, weil die Gruppenbildung angesichts der schwachen körperlichen Ausstattung einen entscheidenden Überlebensvorteil brachte: Schutz gegen Gefahren, Unterstützung bei der Arbeit zur Nahrungsbeschaffung. Sie haben also die Aufgabe, die physische und soziale Sicherheit der Mitglieder zu garantieren. Überlebenseinheiten (Gesellschaften) haben allerdings auch gegenläufige Funktionen („Vernichtungseinheiten“), weil sie im ständigen Konkurrenzkampf zwischen Gesellschaften das Leben ihrer Angehörigen gefährden.
- die langfristige Entwicklung: Menschen sind genetisch nicht auf eine artspezifische Gesellschaftsform fixiert, sondern wandeln die Form des Zusammenlebens ständig. Aufgrund dieser hohen Flexibilität (und weiterer Faktoren wie dem Konkurrenzkampf zwischen Menschengruppen) kommt es zu einer ungeplanten, aber gerichteten Entwicklung unserer Gesellschaftsformen. Im Laufe dieser Entwicklung werden kleinere Gesellschaften (Integrationsebenen) von größeren unterworfen oder kleinere schließen sich unter äußerem Druck zu größeren Einheiten zusammen. Beispiele für mögliche Überlebenseinheiten sind Gruppen/Familien, Sippen (weiterer Familienverband), Stämme, Wohnort (Dörfer/Städte), Staaten, Staatenverbände und die Menschheit. Mit zunehmender Entwicklung werden die Gesellschaften in Integrationsschüben also größer und komplexer; regelmäßig kommt es aber auch zu Desintegrationsschüben, in denen Gesellschaften wieder zerfallen, oder zu unvollkommener Integration, bei der sich kleinere Einheiten innerhalb des größeren Verbandes erhebliche Selbständigkeit bewahren. Langfristig entstehen dennoch immer komplexere Gesellschaften mit vielen Teilebenen, die sich die Aufgaben für das Überleben der Einzelnen teilen.

Die Erklärung für den Individualisierungsprozess sieht Elias darin, dass im Verlauf von Integrationsschüben kleinere Einheiten Überlebensfunktionen an die größeren Integrationsebenen abgeben müssen. Während im Mittelalter das Schwergewicht noch auf der Wir-Identität lag, sind seit der Renaissance mit dem Aufkommen der großen Flächenstaaten und der dadurch beginnenden größeren sozialen Mobilität (zunächst für wandernde Gelehrte, die in Städten und Fürstenhöfen Beamtenfunktionen übernahmen: die Humanisten) Individualisierungsprozesse zu beobachten. Diese schlugen sich beispielsweise in der Aufwertung des Individuums in der Porträtmalerei Dürers nieder oder später in der individualistischen Philosophie seit Descartes. Dies erreicht zunächst nur kleinere Bevölkerungsgruppen, seit dem 19. Jahrhundert haben jedoch die westeuropäischen Industriestaaten mit dem Ausbau des Gewaltmonopols und der Sozialsysteme wesentliche Aufgaben bei der Garantie der physischen und sozialen Sicherheit ihrer Mitglieder übernommen; sie beziehen sich auf diese als einzelne und nicht als Mitglieder von z. B. Familien oder Dörfern. Dadurch verlieren die Führungsgruppen der vorstaatlichen Einheiten an Macht über ihre Mitglieder. Die einzelnen Menschen erhalten so allmählich größere Entscheidungsspielräume und können sich zunehmend leichter von den vorstaatlichen Einheiten lösen, ohne Einbußen an physischer und sozialer Sicherheit befürchten zu müssen. Dies verlagert die Wir-Ich-Balance zugunsten der Ich-Identität. Die einzelnen Menschen erhalten nicht nur größere Entscheidungsspielräume, sondern sind auch einem Zwang zur Entscheidung ausgesetzt. Eine der Folgen ist die Zunahme nicht-dauerhafter Beziehungen und der Zwang zur Beziehungsprüfung: Private Beziehungen, Berufsbeziehungen und in Grenzen auch Staatsangehörigkeiten werden auswechselbarer. Während Menschen früher häufig lebenslang an eine bestimmte soziale Einheit (z. B. Familie) gebunden waren, können sie immer häufiger über ihre Beziehungen selbst entscheiden – und müssen dies deshalb auch. Der soziale Habitus verändert sich vom Schwerpunkt auf Fremdregulierung zum Schwerpunkt auf Selbstregulierung.
Die Gesellschaften auf dem Globus stehen auf ganz unterschiedlichen Entwicklungsstufen. Manche erleben aktuell die konfliktreiche Integration von Wildbeutergruppen und Stämmen in die Ebene der (zunächst oft schwachen) Staaten, andere befinden sich bereits bei der Integration zu kontinentalen Staatenverbänden. Zwischen Gesellschaften auf unterschiedlichen Stufen kommt es zu typischen Missverständnissen und Konflikten, da sie sich gegenseitig in ethnozentrischer Weise bewerten. Alle werden durch die ungeplante Entwicklung in die letzte Integrationsebene, die Menschheit, gedrängt, die bereits jetzt die entscheidende Ebene für das Überleben der einzelnen Menschen darstellt (auch wenn dies den meisten Menschen nur langsam bewusst wird), deren Organisationsstrukturen sich jedoch erst in schwachen Frühformen andeuten, deren Ausarbeitung lange Zeit in Anspruch nehmen wird und die auch in einem Desintegrationsschub wieder zerstört werden können. Falls sich der bisherige Trend jedoch fortsetzt, ist eine weitere Individualisierung zu erwarten, das heißt ein weiterer Machtgewinn der einzelnen Menschen gegenüber ihren Überlebenseinheiten. Elias’ Fazit: Integrationsschübe sind immer auch Individualisierungsschübe.

### Individualisierung als Machttechnik (Foucault)
Im Rahmen seiner Konzeption von Pastoralmacht entwirft Michel Foucault eine kritische und machtanalytische Vorstellung von Individualisierung: „Schließlich läßt sich diese Form von Macht [die Pastoralmacht] nur ausüben, wenn man weiß, was in den Köpfen der Menschen vor sich geht, (…). Sie setzt voraus, dass man das Bewusstsein des Einzelnen kennt und zu lenken vermag. Diese Form von Macht ist auf das Seelenheil ausgerichtet (…), sie individualisiert. (…) Sie ist mit der Erzeugung von Wahrheit verbunden, und zwar der Wahrheit des Einzelnen.“ Für Foucault ist Individualisierung ein wichtiger Baustein zur Konstitution und Aufrechterhaltung gesellschaftlicher Macht. Es „entwickelte sich eine 'Taktik' der Individualisierung, die für diverse Machtformen typisch war, für die der Familie, der Medizin, der Psychiatrie, des Bildungswesens, der Arbeitgeber usw.“ Er kehrt in seinem Ansatz die gewohnte Perspektive um: „Das Problem, das sich uns heute stellt, ist nicht der Versuch, das Individuum vom Staat und dessen Institutionen zu befreien, sondern uns selbst vom Staat und der damit verbundenen Form der Individualisierung zu befreien. Wir müssen nach neuen Formen von Subjektivität suchen und die Art von Individualität zurückweisen, die man uns seit Jahrhunderten aufzwingt.“

## Individualisierung in der Arbeitswelt
Die Individualisierung von Arbeitszeiten und Arbeitsformen kann einhergehen mit einer Prekarisierung und der Erosion des Normalarbeitsverhältnisses, aber auch mit mehr Zeitsouveränität durch Arbeitszeitflexibilisierung. Dabei entstehen individuelle Möglichkeiten zur Gestaltung der persönlichen Lebensbereiche.
Die Gewerkschaften sehen sich genötigt, ihren kollektiven Einfluss auch in einer durch Globalisierung und Wettbewerb geprägten Umgebung und angesichts von Individualisierungstendenzen mit (oft gegensätzlicher) Nachfrage nach Flexibilisierung seitens der Arbeitgeber und der Arbeitnehmer, geltend zu machen.

## Individualisierung sozialer Rechte
Ein System der sozialen Sicherung, bei der die soziale Sicherheit dem Einzelnen unabhängig von dem Familienstand oder einer Lebenspartnerschaft zusteht, wird als ein System individualisierter sozialer Rechte bezeichnet. Bei einem solchen Konzept stehen jedem Individuum gleichermaßen Anrecht auf eine individuelle Absicherung zu. An die Stelle familienorientierter Sozialleistungen wie der Familienversicherung und der Betrachtung von Bedarfsgemeinschaften und Ehegattensubsidiarität tritt ein individuelles Anrecht auf soziale Absicherung, unabhängig vom Familienstand. In diesem Zusammenhang wird auch vorgeschlagen, die soziale Absicherung auch unabhängig vom Erwerbsstatus zu gewähren, um eine Absicherung in gleicher Höhe zwischen Männern und Frauen zu bewirken. Dies würde eine Ablösung der sozialen Absicherung von der Familienpolitik darstellen.

## Individualausstattung von Produkten
Die Individualisierung im gesellschaftlichen Bereich geht auch mit einem Individualitätstrend im wirtschaftlichen Bereich einher. Das einzelne Individuum versucht seine Individualität auch im und mit einem individuellen Produkt Ausdruck zu verleihen und sich dadurch auch von anderen Individuen abzuheben. Dies lässt sich an dem Massenprodukt Automobil nachvollziehen, wo viele Automobilhersteller den Kunden anbieten, ein angebotenes Serienfahrzeug nach den persönlichen Vorstellungen und Wünschen individuell zu fertigen. Erfolgt die Fertigung der individuellen Produkte mit Methoden der Massenproduktion, so spricht man von Mass Customization.

## Individualisierung als Thema im Film
Der georgisch-französische Spielfilm Meine glückliche Familie (2017) zeigt das Ausscheren einer Frau aus ihrer Familie im Kontext einer Gesellschaft, in der Individuen gewöhnlich lebenslang in der Familie verbleiben.